# HAUS7
HAUS7 (англ. HAUS augmin like complex subunit 7) – білок, який кодується однойменним геном, розташованим у людей на довгому плечі X-хромосоми. Довжина поліпептидного ланцюга білка становить 368 амінокислот, а молекулярна маса — 40 778.
| 10         |  | 20         |  | 30         |  | 40         |  | 50         |
| ---------- |  | ---------- |  | ---------- |  | ---------- |  | ---------- |
| MGGARLGARN |  | MAGQDAGCGR |  | GGDDYSEDEG |  | DSSVSRAAVE |  | VFGKLKDLNC |
| PFLEGLYITE |  | PKTIQELLCS |  | PSEYRLEILE |  | WMCTRVWPSL |  | QDRFSSLKGV |
| PTEVKIQEMT |  | KLGHELMLCA |  | PDDQELLKGC |  | ACAQKQLHFM |  | DQLLDTIRSL |
| TIGCSSCSSL |  | MEHFEDTREK |  | NEALLGELFS |  | SPHLQMLLNP |  | ECDPWPLDMQ |
| PLLNKQSDDW |  | QWASASAKSE |  | EEEKLAELAR |  | QLQESAAKLH |  | ALRTEYFAQH |
| EQGAAAGAAD |  | ISTLDQKLRL |  | VTSDFHQLIL |  | AFLQVYDDEL |  | GECCQRPGPD |
| LHPCGPIIQA |  | THQNLTSYSQ |  | LLQVVMAVAD |  | TSAKAVETVK |  | KQQGEQICWG |
| GSSSVMSLAT |  | KMNELMEK   |  |            |  |            |  |            |

A: Аланін

C: Цистеїн

D: Аспарагінова кислота

E: Глутамінова кислота

F: Фенілаланін

G: Гліцин

H: Гістидин

I: Ізолейцин

K: Лізин

L: Лейцин

M: Метіонін

N: Аспарагін

P: Пролін

Q: Глутамін

R: Аргінін

S: Серин

T: Треонін

V: Валін

W: Триптофан

Кодований геном білок за функцією належить до фосфопротеїнів. 
Задіяний у таких біологічних процесах, як клітинний цикл, поділ клітини, мітоз, альтернативний сплайсинг. 
Локалізований у цитоплазмі, цитоскелеті.